# Рухи
Рухи (груз. რუხი) — село в Грузии. Находится в Зугдидском муниципалитете края Самегрело-Верхняя Сванетия. 

## Расположение
Село расположено на Одишской низменности по левому берегу реки Ингури, на высоте 100 метров над уровня моря. Расстояние до Зугдиди — 5 км. Через село проходит автодорога Зугдиди—Гали.

## История
Колхоз «Сакартвело»
В советское время в селе действовал колхоз «Сакартвело» (до 1953 года — колхоз имени Берия, в последующем — колхоз села Рухи, «Сакартвело») Зугдидского района, который возглавляли председатели Григорий Петрович Схулухия (до 1952 года), Антимоз Михайлович Рогава (1952—1960), Александр Адамурович Куталия (1960—1971). В колхозе трудились Герои Социалистического Труда Шура Самсоновна Бахтадзе, Дапино Ерастовна Нанава, Аделина Малхазовна Парцвания, Винари Григорьевна Схулухия и Бего Пахвалович Чкадуа.

## Население
По данным переписи 2014 года в деревне проживало 2784 человека., из них большинство грузины (мегрелы). Население края исповедует православие и являются прихожанами Зугдидский и Цаишской епархии Грузинской Православной Церкви.

## Экономика
Основной доход населения — сельское хозяйство (орехи и чай). В Рухи имеются большие плантации чая. Часть плантаций принадлежит компании Geoplant, которая производит чай под брендами «Гуриели» и «Рчеули».

## Достопримечательности
В селе находится Рухская крепость, ранее являвшаяся владением мегрельских князей из рода Дадиани.